# Lunga Nouă, Stînga Nistrului
Lunga Nouă este un sat din cadrul comunei Crasnîi Vinogradari din Unitățile Administrativ-Teritoriale din Stînga Nistrului, Republica Moldova. În 2004 la Lunga Nouă locuiau 140 de persoane, dintre care 120 moldoveni, 17 ucraineni, 1 rus și 1 bulgar..